# GAZ-64
Le GAZ-64 était une petite jeep 4x4 produite par GAZ à Nijni Novgorod, en Russie, pendant la Grande Guerre patriotique, de 1941 à 1943, et était destinée à être utilisée par l’Armée rouge.

## Conception
La jeep pesait 1200 kg et a été fabriquée en utilisant un châssis raccourci du GAZ-61, tout en utilisant le moteur 4 cylindres de 50 ch de 3285 cc du camion GAZ-MM. Néanmoins, le corps était complètement nouveau, inspiré par le Willys MB américain,.

## Développement
Le GAZ-64 a été développé à partir d'une exigence développée au cours de la guerre de 1939-1940 entre l'Union soviétique et la Finlande. Bien qu'il ressemble à l'extérieur à l'extérieur à l'American Bantam/Willys MB, il a été développé à l'aide de composants déjà disponibles dans le commerce en Union soviétique et construit dans une usine créée à l'origine avec Ford.
Il a été conçu pour remplacer le précédent GAZ-61, qui a été entièrement reconstruit en très peu de temps (3 février - 25 mars 1941) sous la direction de Vitaly Grachev pour créer une Jeep 4 × 4, qui a été désignée GAZ-64. Pendant la Seconde Guerre mondiale, il a été remplacé par le GAZ-67 et GAZ-67B les plus réussis. Les GAZ-64 et GAZ-67 ont constitué la base des voitures blindées BA-64.

### Production
646 GAZ-64 a été construit entre mars 1941 et l'été 1942 par la société GAZ ou Gorkovsky Avtomobilny Zavod. Le nom se traduit par l'usine automobile de Gorky, et l'usine était à l'origine une collaboration entre la Ford Company et l'Union soviétique.
En raison de la disponibilité des Jeeps américaines fournies par le programme American Leasing and Lending Act, la majorité de la production en temps de guerre du GAZ-64 a été consacrée aux voitures blindées BA-64. En raison du fait que la production de GAZ-64 (et GAZ-67 (b) de 1943/1944) est liée à la production de BA-64, seulement environ 2 500 unités standard ont été produites pendant la guerre. La production d'après-guerre a considérablement augmenté et plus de 90 000 GAZ-67bs ont été produits au moment où la production s'est terminée en 1953.